# Cynomya hirta
Cynomya hirta är en tvåvingeart som beskrevs av Hough 1898. Cynomya hirta ingår i släktet Cynomya och familjen spyflugor.
Artens utbredningsområde är Alaska. Inga underarter finns listade i Catalogue of Life.